# Romeo (Vorname)
Romeo  ist ein männlicher Vorname. 

## Herkunft und Bedeutung
Romeo ist die italienische Form der Bezeichnung/des Namens romaeus, was aus Rom stammend, römisch bedeutet (neben romanus). Der Name ist verwandt mit Romulus, dem Namen eines der Stadtgründer von Rom. Im Mittelalter hatte sich die Bedeutung von Romaeus verschoben: Nun wurde damit ein Rom-Pilger bezeichnet. Bekannt wurde der Name auch durch William Shakespeares Drama Romeo und Julia.
Die weibliche Form des Namens ist Romea.

## Namensträger
- Romeo Accursi (1836–1919), italienischer Violinist, Dirigent und Komponist
- Romeo Benetti (* 1945), ehemaliger italienischer Fußballspieler
- Romeo Bertini (1893–1973), italienischer Leichtathlet
- Romeo Castelen (* 1983), niederländischer Fußballspieler surinamischer Abstammung
- Roméo Dallaire (* 1946), kanadischer General und Politiker
- Roméo Elvis (* 1992), belgischer Rapper
- Romeo Filipović (* 1986), deutsch-kroatischer Fußballspieler
- Romeo Franz (* 1966), deutscher Geiger und Pianist, Vertreter des traditionellen Gypsy-Jazz
- Romeo H. Freer (1846–1913), US-amerikanischer Politiker
- Romeo Gavioli (1913–1957), uruguayischer Musiker und Sänger des Tango und Candombe
- Romeo Gigli (* 1949), italienischer Modeschöpfer
- Romeo Langford (* 1999), US-amerikanischer Basketballspieler
- Romeo Maramigi (* 1968), deutscher DJ, Musikproduzent und Gastronom mit italienischen Wurzeln
- Romeo Menti (1919–1949), italienischer Fußballspieler
- Romeo Meyer (* 1978), Schweizer Schauspieler
- Romeo Morri (1952–2022), san-marinesischer Politiker und Autor
- Romeo Neri (1903–1961), italienischer Turner und dreifacher Olympiasieger
- Romeo Okwara (* 1995), US-amerikanischer American-Football-Spieler
- Romeo Panciroli (1923–2006), Diplomat des Heiligen Stuhls
- Romeo Rivers (1907–1986), kanadischer Eishockeyspieler
- Romeo Santos (* 1981), US-amerikanischer Latinsänger
- Romeo Seligmann (1808–1892), österreichischer Arzt und Medizinhistoriker
- Romeo Sisti (1902–1971), italienischer Ruderer
- Romeo Surdu (* 1984), rumänischer Fußballspieler
- Romeo Stancu (* 1978), rumänischer Fußballspieler
- Romeo Travis (* 1984), US-amerikanischer Basketballspieler
- Romeo Venturelli (1938–2011), italienischer Radrennfahrer
- Romeo Zondervan (* 1959), niederländischer Fußballspieler mit Wurzeln in Suriname